# João Pedro Matos Fernandes
João Pedro Soeiro de Matos Fernandes, né le 12 décembre 1967 à Águeda, est un ingénieur civil et homme politique portugais.

## Biographie

### Formation et vie professionnelle
Il est titulaire d'une licence en génie civil de l'université de Porto.
De 1995 à 1997, il est chef de cabinet adjoint du secrétaire d'État aux Ressources naturelles, puis chef de cabinet du secrétaire d'État adjoint du ministère de l'Environnement jusqu'en 1999. Il rejoint ensuite le secteur privé, avant d'être nommé en janvier 2014 président de la société des Eaux de Porto (AdP).

### Engagement politique
Proche du Parti socialiste (PS), João Pedro Matos Fernandes est nommé ministre de l'Environnement le 26 novembre 2015 dans le gouvernement minoritaire d'António Costa.
Il adhère au PS en juin 2019 et s'inscrit à la fédération de Porto. Son adhésion est parrainée par António Costa et le député européen Manuel Pizarro, président du PS de Porto.